# توماکومای، هوکایدو
توماکومای در استان هوکایدو در کشور ژاپن واقع شده‌است که دارای جمعیت ۱۷۳٬۹۸۶ نفر و مساحت ۵۶۱٫۴۹ کیلومتر مربع با تراکم جمعیت ۳۱۰ نفر در کیلومترمربع است و در تاریخ ۱ آوریل ۱۹۴۸ به عنوان شهر شناخته شد.